# Membres du 23e Seanad
Cette liste présente les membres du 23e Seanad Éireann, la chambre haute de l'Oireachtas (le parlement irlandais). Ces sénateurs ont été élus le 24 juillet 2007 après la clôture du vote par correspondance. Les nommés du Taoiseach ont été annoncés le 3 août 2007. Ces élections du Seanad prennent place après l'élection générale de 2007 du Dáil. Cette législature prend place du 24 juillet 2007 au 25 avril 2011. Le 23e Seanad se réunit pour la première fois à Leinster House le 13 septembre 2007. Pat Moylan a été élu nouveau Cathaoirleach du Seanad.

## Composition du 23eSeanad
Il y a 60 sièges au Seanad : 43 sénateurs sont élus par les panels professionnels, 6 élus par les deux circonscriptions électorales des universités et 11 sont nommés par le Taoiseach. Trois sièges sont élus par les diplômés de l'Université nationale d'Irlande et trois sièges par les diplômés et les universitaires de l'Université de Dublin.
Composition au 23 juillet 2007.
| OrigineParti | OrigineParti          | Panel de l'administration | Panel de l'agriculture | Panel de la culture et de l'éducation | Panel de l'industrie et du commerce | Panel du travail | Université nationale d'Irlande | Trinity College | Nommés | Total | Total |
| ------------ | --------------------- | ------------------------- | ---------------------- | ------------------------------------- | ----------------------------------- | ---------------- | ------------------------------ | --------------- | ------ | ----- | ----- |
|              | Fianna Fáil           | 4                         | 5                      | 3                                     | 5                                   | 5                | 0                              | 0               | 6      | 28    |       |
|              | Fine Gael             | 2                         | 4                      | 1                                     | 3                                   | 4                | 0                              | 0               | 0      | 14    |       |
|              | Labour Party          | 1                         | 1                      | 1                                     | 1                                   | 2                | 0                              | 0               | 0      | 6     |       |
|              | Green Party           | 0                         | 0                      | 0                                     | 0                                   | 0                | 0                              | 0               | 2      | 2     |       |
|              | Progressive Democrats | 0                         | 0                      | 0                                     | 0                                   | 0                | 0                              | 0               | 2      | 2     |       |
|              | Sinn Féin             | 0                         | 1                      | 0                                     | 0                                   | 0                | 0                              | 0               | 0      | 1     |       |
|              | Sans étiquette        | 0                         | 0                      | 0                                     | 0                                   | 0                | 3                              | 3               | 1      | 7     |       |
| Total        | Total                 | 7                         | 11                     | 5                                     | 9                                   | 11               | 3                              | 3               | 11     | 60    |       |

### Changements
| Parti politique | Parti politique       | 20071 | Nov. 20102 | Mar. 20113 |    |
| --------------- | --------------------- | ----- | ---------- | ---------- | -- |
|                 | Fianna Fáil           | 28    | 25         | 26         |    |
|                 | Fine Gael             | 14    | 15         | 6          |    |
|                 | Labour Party          | 6     | 6          | 2          |    |
|                 | Green Party           | 2     | 3          | 3          |    |
|                 | Sinn Féin             | 1     | 0          | 0          |    |
|                 | Progressive Democrats | 2     | 0          | 0          |    |
|                 | Sans étiquette        | 7     | 9          | 8          |    |
|                 | Vacant                | 0     | 2          | 15         |    |
| Total           | Total                 | 60    | 60         | 60         | 60 |

Notes
1. ^ Situation après les élections du 23e Seanad.
2. ^ Situation après l'élection de Pearse Doherty au Dáil.
3. ^ Situation après les  élections générales de 2011.

### Représentation graphique

## Liste des sénateurs
- Note : Les noms des sénateurs élus ou nommés pour pourvoir des postes vacants sont en italiques.

| Nom                 | Panel                                 | Parti politique | Parti politique          | Notes |
| ------------------- | ------------------------------------- | --------------- | ------------------------ | --- |
| Mark Daly           | panel de l'administration             |                 | Fianna Fáil              | |
| Paschal Donohoe     | panel de l'administration             |                 | Fine Gael                | Élu au Dáil lors des Élections générales de 2011                                                                    |
| Camillus Glynn      | panel de l'administration             |                 | Fianna Fáil              | |
| Tony Kett           | panel de l'administration             |                 | Fianna Fáil              | Mort le 19 avril 2009                                                                                               |
| Nicky McFadden      | panel de l'administration             |                 | Fine Gael                | Élu au Dáil lors des Élections générales de 2011                                                                    |
| Brendan Ryan        | panel de l'administration             |                 | Parti travailliste       | Élu au Dáil lors des Élections générales de 2011                                                                    |
| Diarmuid Wilson     | panel de l'administration             |                 | Fianna Fáil              | |
| James Carroll       | panel de l'administration             |                 | Fianna Fáil              | Élu au Seanad le 26 novembre 2009, en remplacement de Tony Kett                                                     |
| Paul Bradford       | panel de l'agriculture                |                 | Fine Gael                | |
| Paddy Burke         | panel de l'agriculture                |                 | Fine Gael                | |
| Peter Callanan      | panel de l'agriculture                |                 | Fianna Fáil              | Mort le 11 octobre 2009                                                                                             |
| John Carty          | panel de l'agriculture                |                 | Fianna Fáil              | |
| Pearse Doherty      | panel de l'agriculture                |                 | Sinn Féin                | Elected to Dáil Éireann in a by-election on 26 November 2010                                                        |
| Alan Kelly          | panel de l'agriculture                |                 | Parti travailliste       | Élu au parlement européen le 7 juin 2009                                                                            |
| Pat Moylan          | panel de l'agriculture                |                 | Fianna Fáil              | Cathaoirleach |
| Francis O'Brien     | panel de l'agriculture                |                 | Fianna Fáil              | |
| John Paul Phelan    | panel de l'agriculture                |                 | Fine Gael                | Élu au Dáil lors des Élections générales de 2011                                                                    |
| Eugene Regan        | panel de l'agriculture                |                 | Fine Gael                | |
| Jim Walsh           | panel de l'agriculture                |                 | Fianna Fáil              | Resigned the Fianna Fáil party whip on 7 July 2010 Rejoined the Fianna Fáil parliamentary party on 23 November 2010 |
| Niall Ó Brolcháin   | panel de l'agriculture                |                 | Parti vert               | Élue au Seanad ors d'une élection partielle le 14 décembre 2009, remplaçant Alan Kelly                              |
| Paschal Mooney      | panel de l'agriculture                |                 | Fianna Fáil              | Elected to Seanad in a by-election on 19 January 2010, replacing Peter Callanan                                     |
| Cecilia Keaveney    | panel de la culture et de l'éducation |                 | Fianna Fáil              | |
| Labhrás Ó Murchú    | panel de la culture et de l'éducation |                 | Fianna Fáil              | Resigned the Fianna Fáil party whip on 7 July 2010 Rejoined the Fianna Fáil parliamentary party on 23 November 2010 |
| Ann Ormonde         | panel de la culture et de l'éducation |                 | Fianna Fáil              | |
| Liam Twomey         | panel de la culture et de l'éducation |                 | Fine Gael                | Élu au Dáil lors des Élections générales de 2011                                                                    |
| Alex White          | panel de la culture et de l'éducation |                 | Parti travailliste       | Élu au Dáil lors des Élections générales de 2011                                                                    |
| Larry Butler        | panel de l'industrie et du commerce   |                 | Fianna Fáil              | Resigned the Fianna Fáil party whip on 5 June 2010                                                                  |
| Paudie Coffey       | panel de l'industrie et du commerce   |                 | Fine Gael                | Élu au Dáil lors des Élections générales de 2011                                                                    |
| Paul Coghlan        | panel de l'industrie et du commerce   |                 | Fine Gael                | |
| Dominic Hannigan    | panel de l'industrie et du commerce   |                 | Parti travailliste       | Élu au Dáil lors des Élections générales de 2011                                                                    |
| Marc MacSharry      | panel de l'industrie et du commerce   |                 | Fianna Fáil              | |
| Denis O'Donovan     | panel de l'industrie et du commerce   |                 | Fianna Fáil              | Lost the Fianna Fáil party whip on 25 June 2010 Rejoined the Fianna Fáil parliamentary party on 19 October 2010     |
| Joe O'Reilly        | panel de l'industrie et du commerce   |                 | Fine Gael                | Élu au Dáil lors des Élections générales de 2011                                                                    |
| Kieran Phelan       | panel de l'industrie et du commerce   |                 | Fianna Fáil              | Mort le 26 mai 2010                                                                                                 |
| Mary White          | panel de l'industrie et du commerce   |                 | Fianna Fáil              | |
| Jerry Buttimer      | panel du travail                      |                 | Fine Gael                | Élu au Dáil lors des Élections générales de 2011                                                                    |
| Donie Cassidy       | panel du travail                      |                 | Fianna Fáil              | Leader of the Seanad                                                                                                |
| Maurice Cummins     | panel du travail                      |                 | Fine Gael                | |
| Geraldine Feeney    | panel du travail                      |                 | Fianna Fáil              | |
| Frances Fitzgerald  | panel du travail                      |                 | Fine Gael                | Élu au Dáil lors des Élections générales de 2011                                                                    |
| John Hanafin        | panel du travail                      |                 | Fianna Fáil              | Resigned the Fianna Fáil party whip on 7 July 2010 Rejoined the Fianna Fáil parliamentary party on 23 November 2010 |
| Fidelma Healy Eames | panel du travail                      |                 | Fine Gael                | |
| Terry Leyden        | panel du travail                      |                 | Fianna Fáil              | |
| Michael McCarthy    | panel du travail                      |                 | Parti travailliste       | Élu au Dáil lors des Élections générales de 2011                                                                    |
| Ned O'Sullivan      | panel du travail                      |                 | Fianna Fáil              | |
| Phil Prendergast    | panel du travail                      |                 | Parti travailliste       | |
| Rónán Mullen        | Université nationale d'Irlande        |                 | Indépendant              | |
| Joe O'Toole         | Université nationale d'Irlande        |                 | Indépendant              | |
| Feargal Quinn       | Université nationale d'Irlande        |                 | Indépendant              | |
| Ivana Bacik         | Trinity College                       |                 | Indépendant              | Joined the Labour Party on 23 September 2009                                                                        |
| David Norris        | Trinity College                       |                 | Indépendant              | |
| Shane Ross          | Trinity College                       |                 | Indépendant              | Élu au Dáil lors des Élections générales de 2011                                                                    |
| Dan Boyle           | Membres nommés par le Taoiseach       |                 | Parti vert               | |
| Martin Brady        | Membres nommés par le Taoiseach       |                 | Fianna Fáil              | |
| Ivor Callely        | Membres nommés par le Taoiseach       |                 | Fianna Fáil              | Resigned the Fianna Fáil party whip on 5 June 2010 Resigned from the Fianna Fáil party on 24 August 2010            |
| Ciarán Cannon       | Membres nommés par le Taoiseach       |                 | Démocrates progressistes | Joined Fine Gael on 24 March 2009 Elected to Dáil at the 2011 general election                                      |
| Maria Corrigan      | Membres nommés par le Taoiseach       |                 | Fianna Fáil              | |
| Déirdre e Búrca     | Membres nommés par le Taoiseach       |                 | Parti vert               | Resigned from the Seanad on 12 February 2010                                                                        |
| John Ellis          | Membres nommés par le Taoiseach       |                 | Fianna Fáil              | |
| Eoghan Harris       | Membres nommés par le Taoiseach       |                 | Indépendant              | |
| Lisa McDonald       | Membres nommés par le Taoiseach       |                 | Fianna Fáil              | |
| Brian Ó Domhnaill   | Membres nommés par le Taoiseach       |                 | Fianna Fáil              | |
| Fiona O'Malley      | Membres nommés par le Taoiseach       |                 | Démocrates progressistes | Sat as an independent on dissolution of the Progressive Democrats in December 2009                                  |
| Mark earey          | Membres nommés par le Taoiseach       |                 | Parti vert               | Appointed on 23 February 2010, replacing Déirdre de Búrca                                                           |
| Darragh O'Brien     | Membres nommés par le Taoiseach       |                 | Fianna Fáil              | Nominated on 4 March 2011 to fill vacancy                                                                           |